# Enrico Medi
Enrico Medi ( Porto Recanati , 26 de abril de 1911 - Roma , 26 de maio de 1974 ) foi um físico, político e acadêmico italiano.

## Biografia
Nasceu em 26 de abril de 1911 em Porto Recanati, filho de Arturo Medi, médico, e Maria Luisa Mei, originalmente de Belvedere Ostrense. Desde 1914, ele passou a infância em Belvedere Ostrense com sua família e avós, frequentando a escola primária local.
Em 1920, a família mudou-se para Roma, onde Enrico cursou a faculdade de Padres Marianistas de Santa Maria e depois o colégio clássico Istituto Massimo dei Gesuiti, onde se formou e se tornou o primeiro presidente da Liga Missionária Estudantil, que ele fundou junto com Gabrio Lombardi.
Ele se formou em física em 1932, com apenas 21 anos, com uma tese sobre o nêutron. Obteve seu ensino gratuito de física terrestre em 1937 e, em 1942, ganhou a cadeira de física experimental da Universidade de Palermo.
Em 1946, Medi foi eleito deputado da Assembléia Constituinte e, em 1948, foi deputado ao parlamento na primeira legislatura da República Italiana, a primeira eleita na Democracia Cristã no distrito eleitoral ocidental da Sicília, com 106.333 preferências. Permaneceu na Câmara até 1953.
Desde 1949, ele foi diretor do Instituto Nacional de Geofísica e, em 1958, tornou-se vice-presidente da Euratom. Na década de 1950, ele conduziu um dos primeiros programas científicos populares de televisão, Le avventure della scienza. Em 20 de julho de 1969, ele comentou e participou da longa aterrissagem direta da lua a partir de Roma, juntamente com Tito Stagno, Andrea Barbato e Piero Forcella.
Ele fazia parte do comitê que promove o referendo para revogar a lei que introduziu o divórcio na Itália em 1970. Sua carreira política atingiu seu clímax em 1971, quando ele foi o primeiro eleito para a Câmara Municipal de Roma, com 75.000 votos, o que em 1972 o levou de volta à Câmara dos Deputados, onde permaneceu até sua morte em 1974.
Entre suas obras, lembramos as primeiras experiências com o radar e a hipótese de bandas ionizantes na atmosfera superior, agora conhecidas como cinturões de Van Allen, cortadas pelo regime fascista e posteriormente confirmadas por estudiosos estrangeiros.
Ele foi nomeado membro do Conselho de Leigos do Estado da Cidade do Vaticano em 1966.
Em 1996, foi aberta em Senigallia a fase diocesana do processo de canonização, pela qual a Igreja Católica lhe concedeu o título de Servo de Deus. A fase diocesana terminou em 26 de outubro de 2013.

## Trabalho

### Trabalhos científicos, didáticos, científico-populares, conferências e discursos
- Polarização da luz difusa, radiação da atmosfera e prováveis pistas sobre a tendência do estado do tempo, Tip. Delle Terme, Roma 1939
- A economia para a vida. Discurso proferido na Câmara dos Deputados em 25 de março de 1950 , Câmara dos Deputados, Roma 1950
- Esperança pela paz. Discurso proferido na Câmara dos Deputados em 8 de novembro de 1950 , Tipografia da Câmara dos Deputados, Roma 1950
- Levantamento magnético regional em Marche para o estabelecimento de um Observatório Magnético Central, Instituto Nacional de Geofísica, Roma 1950 ("Publicações do Instituto Nacional de Geofísica" n. 205), extraído de «Annals of Geophysics», vol. 3 (1950), n. 2, pp.   143-171 + 5 cc. de tav. (com Maurizio Giorgi e Carlo Morelli)
- Levantamento gravimétrico da Sicília, Instituto Italiano de Geofísica, Roma 1952 ("Publicações do Instituto Nacional de Geofísica" n. 253), extraído de «Annals of Geophysics», vol. 5 (1952), n. 2, pp.   209-245 + 1 c. de tav. ripieg. (com Carlo Morelli)
- Levantamento magnético da região centro-norte da Sicília, Italian Geophysical Association, Roma 1954, extraído de "Annals of Geophysics", vol. 7 (1954), n. 4, 36 p. + 4 cc. de tav. (com Maurizio Giorgi e Franco Molina)
- Alocação pelo prof. Enrico Medi vice-presidente da Comunidade Europeia de Energia Atômica. Primeira sessão do Conselho da Comunidade. Bruxelas, 25 de janeiro de 1958 / Revisão internacional da eletrônica nuclear , Dica. P. Feroce, Roma 1958
- A compreensão dos povos através dos caminhos da ciência. Discurso proferido em Roma, em 10 de maio de 1962, na sede do Banco di Roma, sob os auspícios do Centro Italiano de Estudos de Reconciliação Internacional , Banco di Roma, Roma 1962
- Enrico Jacchia, O risco de radiação na era nuclear. A proteção da população e dos trabalhadores, padrões internacionais de proteção, diretrizes legislativas nos países da comunidade européia, prefácio de E. Medi, R. Alessi, A. Giuffrè, Milão, 1963
- Conferência do Exmo. prof. Enrico Medi aos estudantes da Academia Militar sobre o tema da ciência e do homem. 7 de fevereiro de 1968 , Academia de Comando Militar, [Modena 1968]
- A crise da autoridade. Texto da conferência realizada, a convite da Italcementi Company, na Sala Maggiore do Palazzo delle Manifestazioni da Câmara de Comércio de Bergamo em 6 de junho de 1969 , Cattaneo, Bergamo 1969
- Notas de aula sobre física terrestre retiradas das lições do prof. E. Medi. Aa1968-69 , editado por F. de Notaristefani, Universidade de Roma, 1969
- F. Gerard, a lua, por quê. Perspectivas para a exploração científica e industrial da lua, prefácio de Enrico Medi, ERIS, Milão 1970
- Relatório geral 1972 (Comitê Nacional para Festas de Bramantesque), Instituto de Arte do Estado, Urbino 1972

### Obras espirituais
- L'avvenire della scienza, Editrice Studium Christi, Roma 1951
- Il dolore e la gioia, Studium Christi, Roma 1956
- Voglio che si venga qui in processione, ILTE, Torino 1957 (con Luigi Santucci e Eugenio Minoli)
- Meditazioni a voce alta, Editr. La scuola, Brescia 1957, 1960
- L'odio e l'amore, Studium Christi, Roma 1958
- Persona e libertà, in Nel Cristianesimo l'uomo integrale?, a cura di Raffaele Coseglia, Tip. Guerino Antonelli, Napoli 1959
- La creazione nella Bibbia, nelle scienze, nella letteratura, nell'arte, Massimo, Milano 1962 (con S. Garofalo et al.)
- Giuseppe Buono Il mondo è una stanza. Riflessioni ecumeniche per la comunità degli adolescenti e dei giovani, presentazione del prof. Enrico Medi, LER, Napoli 1966
- La luna ci guarda, Staderini, Roma 1970; anche 1971
- Siamo all'alba o al tramonto?, Studium Christi, Roma 1971, 1972
- Un grande tesoro, Società Editrice Internazionale, Torino 1972; anche 1973
- Così è. Storia ed elevazioni spirituali sul miracolo eucaristico di Siena, a cura dei frati minori conventuali custodi dell santuario delle sacre particole, Cantagalli, Siena 1973, 1987; anche Il Tesoro eucaristico, Siena 1991, 1994
- Il matrimonio. Ve ne parlano Enrico Medi [et al.], a cura di Antonio Ugenti, Edizioni Paoline, Cinisello Balsamo 1973
- Il mondo come lo vedo io, Studium Christi, Roma 1974, 1975, 1977, 1980; anche Marietti 1820, con prefazione di Enzo Boschi, Genova 2005 ISBN 882116392X
- Inno all'amore, Arteditoria Periccioli, Siena 1975; anche Cantagalli, Siena 1978, 1982
- Se guardo il tuo cielo... Punti luce, a cura dei Frati Minori Conventuali custodi del Santuario delle SS. Particole, Siena 1976; anche Il tesoro eucaristico, Siena 1991; anche Cantagalli, Siena 1996
- I giovani come li penso io, Studium, Roma 1976
- In faccia al mistero di Dio. Meditazioni lungo l'anno liturgico, Elle Di Ci, Leumann [Rivoli] 1980
- San Francesco. Cantico di Frate Sole, commento di Enrico Medi, Elle di Ci, Leumann [Rivoli] 1982, 1986
- Astronauti di Dio (I preti come li vorrei io), a cura dei frati minori conventuali custodi del Santuario delle SS. Particole, Cantagalli, Siena 1984, 1989
- L'ora di Maria. Conferenze mariane tenute nell'Aula magna dell'Angelicum, Centro internazionale di comparazione e sintesi, Roma 19..!

## Outros projetos
- Wikimedia Commons contém imagens ou outros arquivos sobre Enrico Medi